# Mikaël
Mikaël is een Duitse dramafilm uit 1924 onder regie van Carl Theodor Dreyer. Het scenario is gebaseerd op de gelijknamige roman uit 1902 van de Deense auteur Herman Bang.

## Verhaal
De kunstenaar Mikaël bereikt succes door de op zijn retour zijnde meester Claude Zoret. Hij gaat ook een seksuele relatie aan met hem. Wanneer hij prinses Lucia Zamikoff leert kennen, raakt de verhouding bekoeld. 

## Rolverdeling
| Acteur               | Personage              |
| -------------------- | ---------------------- |
| Walter Slezak        | Mikaël                 |
| Max Auzinger         | Jules                  |
| Nora Gregor          | Prinses Lucia Zamikoff |
| Robert Garrison      | Charles Switt          |
| Benjamin Christensen | Claude Zoret           |
| Didier Aslan         | Hertog de Monthieu     |
| Alexander Murski     | Mijnheer Adelsskjold   |
| Grete Mosheim        | Alice Adelsskjold      |
| Karl Freund          | LeBlanc                |
| Wilhelmine Sandrock  | Weduwe de Monthieu     |